# Myrmecocichla tholloni
Myrmecocichla tholloni е вид птица от семейство Muscicapidae.

## Разпространение
Видът е разпространен в Ангола, Габон, Република Конго, Демократична република Конго и Централноафриканската република.